# Fiavé
Fiavé é uma comuna italiana da região do Trentino-Alto Ádige, província de Trento, com cerca de 1.029 habitantes. Estende-se por uma área de 24 km², tendo uma densidade populacional de 43 hab/km². Faz divisa com Lomaso, Bleggio Inferiore, Bleggio Superiore, Concei e Tenno.